# Грубін Натан Борисович
Грубін Натан Борисович (27 березня 1893, Кременчук - 17 січня 1945) - радянський диригент і педагог. Заслужений діяч мистецтв Білоруської РСР (1940 рік). Професор.

## Біографія
Закінчив Петербурзьку консерваторію (1917 рік). У 1925-1937 і 1941-1945 роках працював в театрах опери і балету Харкова, Єкатеринбурга, Самари, Пермі та Ташкенту. 
У 1938-1941 роках - головний диригент Державного театру опери та балету БРСР. Викладав в білоруській (1940-1941 роки) і Ташкентської (1941-1945) консерваторіях.

### Постановки
- «В пущах Полісся» А. Богатирьова
- «Царська наречена» М. Римського-Корсакова
- «Пікова дама» П. Чайковського
- «Казки Гофмана» Жака Оффенбаха